# Palacete Mendonça
O Palacete Mendonça está localizado na Rua Marquês de Fronteira em São Sebastião da Pedreira, atual freguesia das Avenidas Novas, em Lisboa.
Foi projectado entre 1900 e 1902 pelo arquiteto Ventura Terra para Henrique José Monteiro de Mendonça.

## História

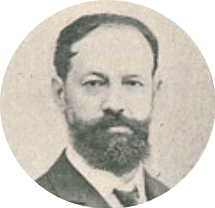
Henrique de Mendonça, c. 1910

Encomendado por Henrique José Monteiro de Mendonça (1864-1942), que fizera fortuna com café em São Tomé e Príncipe, ao arquiteto Ventura Terra em 1902 e inaugurado em 1909, ano em que recebeu o Prémio Valmor. A construção ficou a cargo de João Pedro dos Santos e Rafael da Silva Castro, tendo a escultura sido realizada por João Pereira, a cerâmica por Rafael Bordalo Pinheiro, as carpintarias por José Pedro Santos, os estuques por António Joaquim Alves da Cruz & Franco, o douramento por Manuel João da Costa, as cantarias por José António de Almeida e Pedro M. Pardal Monteiro e as serralharias por Jacob Lopes da Silva.
O palácio e respetivo parque mantiveram-se na família do seu primeiro dono até aos anos 70, quando foi vendido a uma imobiliária.
Passou para a posse da Universidade Nova de Lisboa em 1990. Foi posteriormente submetido a obras internas de adaptação, da autoria do arquiteto Manuel Tainha, entre 1990 e 1992.
Em 2016 foi vendido por 12 milhões de euros ao Imamat Ismaeli (Comunidade Ismaelita) que deverá gastar ainda 6 milhões de euros na sua reabilitação e adaptação.
Em Julho 2018 estreou-se para as comemorações do Jubileu do Príncipe Aga Khan IV, estando a sua abertura oficial prevista para 2019.

## Caraterísticas
Trata-se de um palacete de arquitetura clássica de influências italianas com três corpos visíveis, um central de maiores dimensões e dois laterais onde se localizam uma sala de almoço e um jardim de inverno.
Aquando da sua construção e uso inicial enquanto residência privada o interior desenvolvia-se a partir de um hall central com uma escadaria de madeira entalhada, a partir daí tinha-se acesso às salas de estilo Império, Luís XV, Luís XVI, à sala de jantar e à sala de almoço.
Já no andar nobre existiam um gabinete de trabalho, um jardim de Inverno, um terraço de acesso ao jardim nas traseiras, assim como áreas de serviço. No piso superior ficavam ainda os quartos, um oratório, uma sala dois terraços e casas de banho. No segundo andar tinha-se acesso à loggia, a uma galeria, uma sala, quartos, banhos, toilete e a rouparia.
No piso térreo existiam uma casa forte, arrecadações, uma dispensa, garrafeira, cozinha, vestíbulo e a casa de jantar dos criados.
De entre os interiores dignos de nota encontramos várias das peças de mobiliário que decoravam originalmente a casa e que terão sido executadas com madeiras exóticas provenientes de São Tomé, um elevador, aquecimento central e um sistema de alarme (verdadeiras inovações à época da construção).
Localiza-se numa zona elevada do jardim com uma vista panorâmica sobre a cidade

## Fotografias

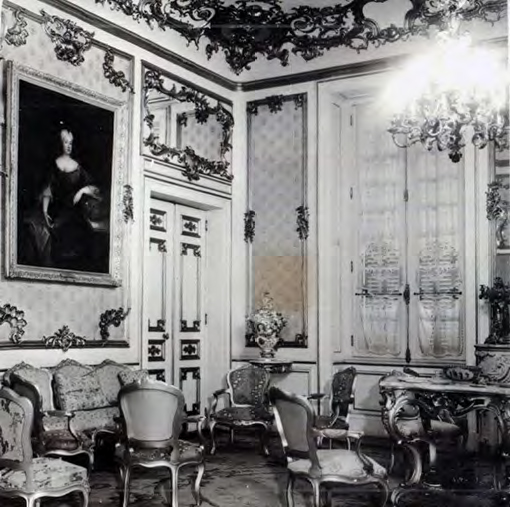
Salão Luís XV, Séc XIX
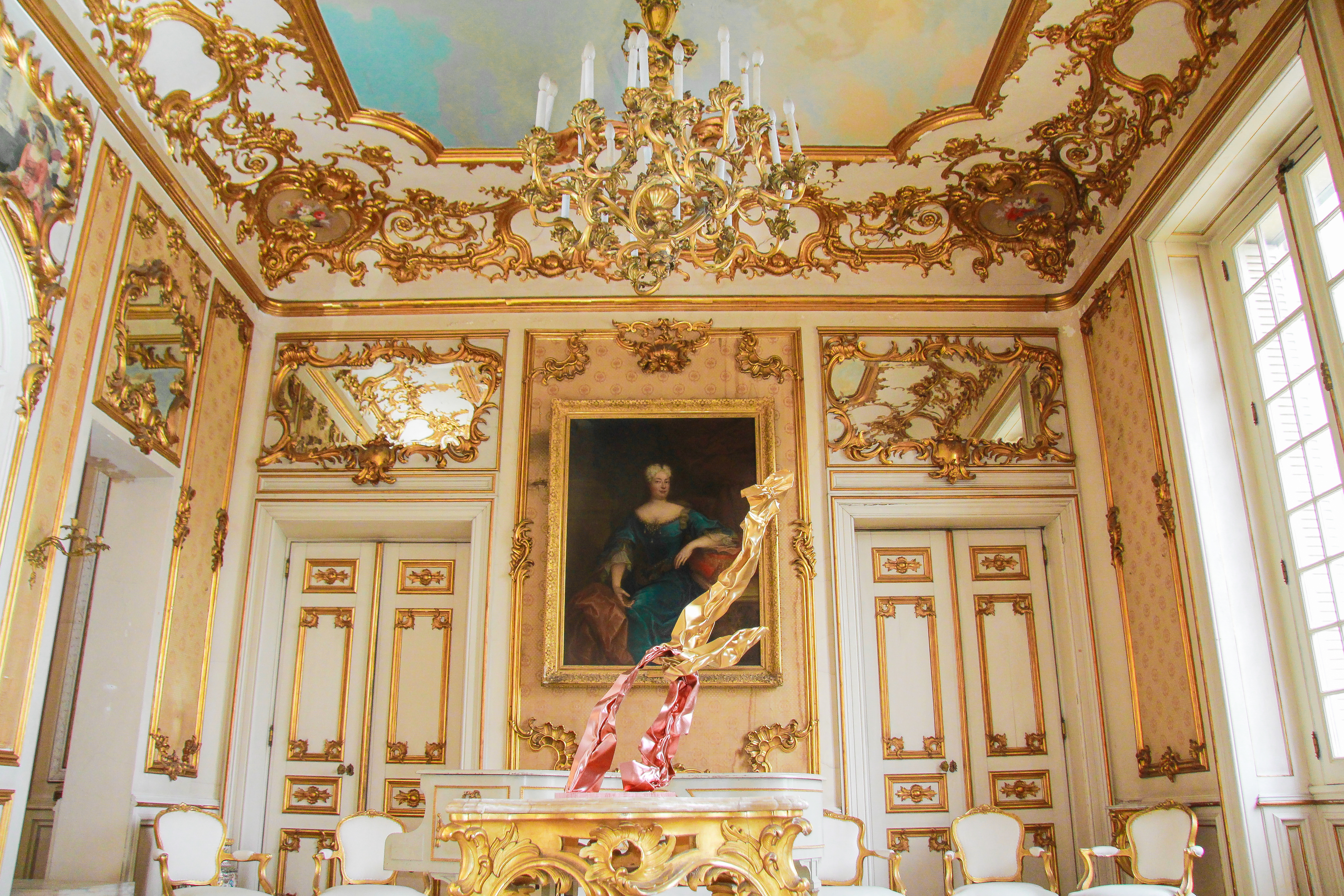
Salão Luís XV, 2016